# Бадгис
Бадги́с (пушту ‎и дари بادغیس — Bādġīs) — провинция на северо-западе Афганистана. Граничит на юге с провинцией Герат, на северо-востоке — с Фарьяб, на востоке — с провинцией Гор, а на севере — с Туркменистаном.

## География
В северной части провинции произрастают редкие фисташковые рощи. В северной же части провинции, в долине реки Мургаб, имеются обширные камышовые заросли, в которых водятся дикие кабаны. Лет сто назад тут водились и тигры. В реке водятся налимы и маринки. По берегам попадаются дикобразы, весной очень много черепах. Летом, в жаркие дни (в тени до +45 °C), змеи, в том числе кобры, устремляются в тень жилых домов. Для их отпугивания (и отпугивания скорпионов) во внутренние дворики запускают пастись овец. Вода в Калайи-Нау очень жесткая.

## История
Название провинции происходит от персидского слова «бадхез», означающего «место, где зарождается ветер». Провинция была образована в 1964 году из частей провинций Герат и Мейманех. Когда власть в Афганистане взяло движение «Талибан», то Бадгис стал одним из последних захваченных ими вилайетов. Местное таджикское население не сильно симпатизировало талибам-пуштунам, и поэтому в 2001 году «Северный альянс» быстро взял провинцию под свой контроль.

## Население
Население провинции Бадгис составляют: фарсиваны, таджики, чараймаки, пуштуны, узбеки, туркмены (племена: Эрсарыйцы, Текинцы, Алилийцы, Сарыки и Салыры), кызылбаши, курды и др.
В провинции Бадгис проживают 522 100 человек, из них: таджики (56—62 %), пуштуны (28—40 %), узбеки, туркмены, белуджи.

## Административное деление

Схема административного деления

Провинция Бадгис делится на 7 районов:
- Аб-Камари;
- Гормач;
- Джаванд;
- Кадис;
- Калайи-Нау;
- Мукур;
- Мургаб.